# Tawira
Tawira (Tauira), /"the people of beautiful hair," “la gente de cabello hermoso”,/ jedno od plemena Miskito Indijanaca u obalnim područjima Hondurasa i sjeveroistočne Nikaragve. Svoje ime dobili su po običaju što su svoju kosu od utjecaja sunca štitili uljem tropske palme ojon, što raste u šumama Srednje Amerike. Proizvodnja ovog ulja danas je glavna ženska aktivnost Tawira.

## Vanjske poveznice
- Business in the Rainforest[neaktivna poveznica]